# Wink, Texas
Wink là một thành phố thuộc quận Winkler, tiểu bang Texas, Hoa Kỳ. Năm 2010, dân số của xã này là 940 người.

## Dân số
- Dân số năm 2000: 919 người.
- Dân số năm 2010: 940 người.